# Jean-Charles Tacchella
Jean Charles Amédée Tacchella, född 23 september 1925 i Cherbourg, Normandie, död 29 augusti 2024 i Versailles, Île-de-France, var en fransk filmregissör och manusförfattare.

## Utmärkelser
Tacchella vann Louis Delluc-priset 1975 för Cousin, cousine.

## Filmografi i urval
- 1957 – Tyfonen (manus)
- 1959 – Vill du dansa med mej? (manus)
- 1962 – Synden straffar sig själv (manus)
- 1975 – Cousin, cousine (manus och regi)
- 1979 – Hon, han och friheten (manus och regi)
- 1987 – Travelling avant (manus och regi)
- 1990 – Dames Galantes (manus och regi)
- 1994 – Tous les jours dimanche (manus och regi)